# Denis Petrić
Denis Petrić (serbisch-kyrillisch Денис Петрић; slowenisch Denis Petrič; * 24. Mai 1988 in Ljubljana) ist ein serbisch-slowenischer Fußballspieler. Der Torwart steht seit 2024 beim RC Lens unter Vertrag.

## Karriere

### Verein
Petrić spielte in seiner Jugend in Slowenien. Im Anschluss folgten zunächst einige Stationen bei unterklassigen Vereinen und beim AJ Auxerre, wo er allerdings nicht zum Einsatz kam. Im Sommer 2010 wechselte er zum FC Istres. Dort kam er erstmals am 19. Oktober 2010 in der Ligue 2 im Spiel gegen Le Havre AC. Nach diesem Spiel wurde Petrić zur Stammkraft und absolvierte in den folgenden drei Jahren 90 Ligaspiele. 2013 verließ er Istres und schloss sich für eine Ablöse in Höhe von 500.000 Euro dem ES Troyes AC an. Mit Troyes stieg er 2015 von der zweiten in die erste Liga auf. Im Januar 2016 wechselte er ablösefrei zu SCO Angers, im Sommer 2017, ebenfalls ablösefrei, zu EA Guingamp. Dort war Petrić allerdings nur Ersatztorhüter und konnte bis zu seinem Wechsel 2019 zum FC Nantes nur ein Spiel in dem Coupe de la Ligue bestreiten. Für Nantes bestritt Petrić zwei Spiele in der Ligue 1, bevor er im Sommer 2024 zum RC Lens wechselte.

### Nationalmannschaft
Petrić spielte zwischen 2004 und 2007 für diverse Jugendnationalmannschaften Sloweniens und Serbiens.